# Batalla de Villagodio
La batalla de Villagodio fue un enfrentamiento enmarcado dentro de la Guerra de la Independencia española y ocurrido el 6 de enero de 1809 a las afueras de la ciudad de Zamora, en el paraje conocido como Villagodio. Allí se enfrentaron un cuerpo de unos 800 voluntarios de la ciudad, al mando del comandante Agustín Manso, a varias unidades del ejército regular francés comandadas por el general Pierre Maupetit.
El resultado fue el aplastamiento de los voluntarios por el poderoso ejército francés y la posterior toma de la ciudad de Zamora de notable valor estratégico en los planes de Napoleón para la conquista de Portugal.

## Antecedentes
Durante el mes de mayo de 1809 se extendía por toda España un profundo malestar popular contra la invasión y dominación francesa y Zamora no fue ajena a esta corriente. Pero mientras que las autoridades locales permanecían pasivas, resignadas y más proclives a colaborar con el francés que a la revuelta, las clases populares salían a la calle para exigir frente a la casa del gobernador de la ciudad la entrega de las armas que se guardaban en el castillo, además de que se retuviese el dinero exigido por las autoridades francesas de Madrid.
Ignacio Yáñez de Rivadeneira, corregidor de Zamora en aquel entonces, enviaba con fecha 31 de mayo el siguiente comunicado urgente a Madrid:

No tenemos fuerzas militares para hacer respetar la autoridad judicial que está expuesta a insultos indecorosos ante una gente que no desiste de la idea de que le entreguen armas y detener la remesa de dinero desde Zamora a Madrid.

Los días pasan y las autoridades tratan de mantener su postura pero el levantamiento del pueblo es cada vez más airado y violento.

El pueblo atumultuado con tambor, bandera y grande gritería en la plazuela del Salvador había sacado violentamente de sus casas a militares retirados y autoridades reclamándoles que se queme la Real Orden y se formasen Juntas compuestas por el señor Obispo y el señor Gobernador Militar, Intendente General, Corregidor, Deán y Prior, Caballeros y hombres buenos.
Actas del ayuntamiento de Zamora, 2 de junio de 1808

A su pesar, el gobernador de la ciudad, Juan Pignatelli, accede al fin a entregar las armas al pueblo. Se crea entonces la Junta de Armamento y Defensa y Zamora pasa a formar parte del Ejército de Castilla bajo el mando del general Gregorio de la Cuesta.
Se alistaron un total de 844 voluntarios creándose dos batallones, uno con el nombre de «Voluntarios» y el otro con el de «Nacionales de Zamora».

## El enfrentamiento
La presencia en la Península del emperador en persona, que recaló en Benavente el día de 3 de enero de 1809, provocó un inesperado movimiento de tropas tanto por un bando como por otro, por lo que las divisiones del general inglés Beresford, responsables de la protección de las tierras zamoranas, se desplazaron de urgencia hacia Galicia por orden del mariscal John Moore dejando la zona indefensa.
Cuando el día 5 de enero se tuvo noticia en la ciudad de la proximidad de una avanzadilla francesa, un grupo de voluntarios salieron a su encuentro consiguiendo neutralizarla. Se hicieron varios prisioneros así como la captura de caballos, provisiones e incluso dos piezas de artillería. Plenos de entusiasmo por la pequeña victoria conseguida, sobrevalorando sus capacidades y en contra de la opinión de los pocos militares profesionales presentes, el grupo de enfervorizados voluntarios, con más corazón que cabeza, decidieron hacer frente al grueso de las tropas francesas que se acercaban situándose para ello en el puente de Villagodio sobre el río Valderaduey.
El resultado fue el que se esperaba. Los voluntarios zamoranos, mal pertrechados, desorganizados e inexpertos, no fueron rival para los soldados del general francés Pierre Maupetit (:fr:), una brigada de caballería compuesta por el 5.º regimiento de dragones y el regimiento de caballos ligeros de Westfalia,  perfectamente equipados, instruidos y fogueados en mil batallas. Una carga de dragones superó la resistencia de los soldados españoles, cuya línea de retirada fue cortada por la caballería francesa.
Opusieron toda la resistencia humanamente posible y la lucha se alargó durante todo el día, pero a pesar del esfuerzo titánico, 130 zamoranos murieron y otros muchos resultaron heridos o fueron hechos prisioneros. En total se calcula que medio millar de hombres no pudieron volver a sus casas aquella jornada.
Algunos historiadores especulan con la posibilidad de que aquella avanzadilla fuera un cebo puesto por los franceses para forzar la salida de las fuerzas de la ciudad alejándolos de las defensas que proporcionaban sus sólidas murallas.

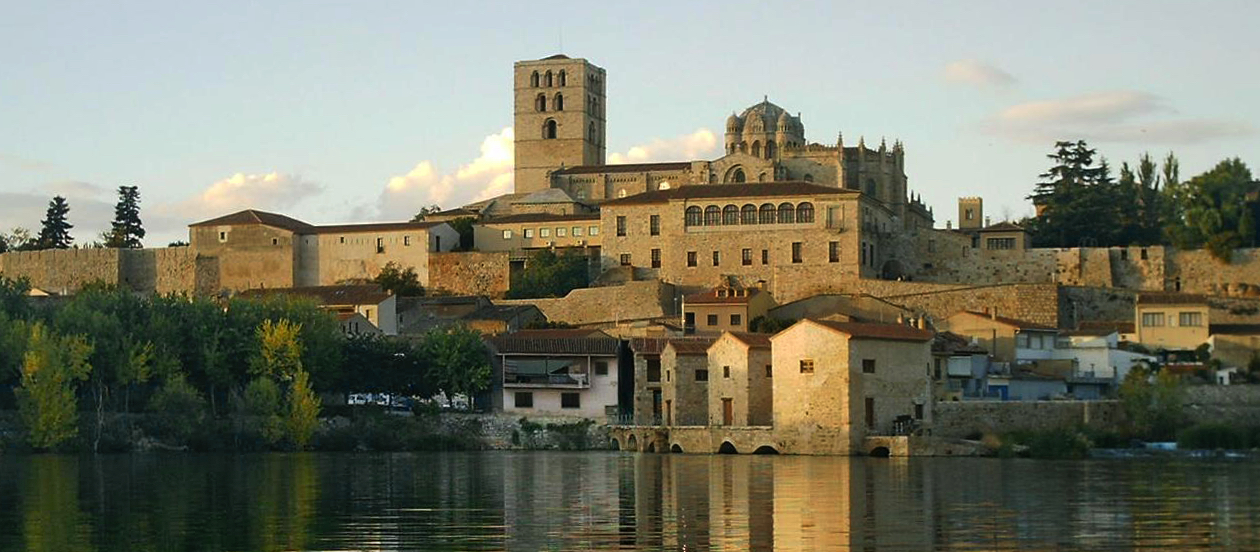
Catedral y murallas de Zamora.

Sin embargo, Maupetit no podía asaltar la ciudad sin el apoyo de la infantería y se vio obligado a pedir refuerzos al general Pierre Belon Lapisse, cuya división estaba cerca. Los días 8 y 9 de enero se redujeron, por tanto, a unos pocos intercambios de artillería y los franceses aprovecharon este tiempo para estudiar las defensas de la ciudad. Un primer refuerzo, en este caso un batallón de la 8.ª línea acompañado de una pieza de artillería, llegó a Zamora asentándose bajo las murallas de la ciudad, seguido el 9 de enero por una columna formada por la 45.ª línea, dos batallones de la 16.ª línea y dos cañones, todos bajo las órdenes del general Augustin Darricau.
El 10 de enero, Maupetit se dispuso a entrar en la ciudad. El general Darricau estaba a la derecha con dos batallones de la 16.ª Línea Ligera, un batallón de la 45.ª Línea y cuatro cañones, mientras que a la izquierda estaba un batallón de la 8.ª Línea con una pieza de artillería y en el centro dos batallones de la 45.ª y un cañón. Se produjo una pelea de cuatro horas, particularmente en los suburbios, que fueron tomados por la 16.º Ligera. Eventualmente la artillería francesa abrió una brecha en las murallas cerca de la antigua puerta de san Pablo, permitiendo que las tropas de asalto entraran en la ciudad. Hoy en día aún es visible la reconstrucción que se hizo posteriormente en ese lienzo de la muralla. Los defensores abandonaron entonces la ciudad sin luchar y se retiraron a la orilla izquierda del Duero. Las fuerzas imperiales se apoderaron, entre otros botines, de 8 cañones y 2500 rifles almacenados en la ciudadela. Según Balagny, las pérdidas francesas se limitaron a "3 artilleros y 10 hombres de campo muertos y unos pocos heridos ".
La mayoría de los cuerpos caídos en el combate, salvo contadas excepciones que se realizaron prácticamente en la clandestinidad, quedaron insepultos y esparcidos por el paraje de Villagodio. Sólo algunos años más tarde, cuando la presión francesa fue disminuyendo, se recogieron los restos que se pudieron hallar dándoles sepultura conjunta. De este modo consta con fecha 6 de octubre de 1812 en el obituario de la parroquia de San Juan de Puerta Nueva.

Grada abajo, en la sepultura del numero cuarenta i tres a todos los huesos que pudieron ser hallados en los campos de Villagodio, de todos los celosos i buenos españoles que en él murieron el día seis de enero del año pasado de mil ochocientos i nueve, en defensa de la Patria i Religión, i a impulsos de la tiranía i crueldad de los franceses.

## Consecuencias
El general Lapisse llegó a Zamora el 12 de enero de 1809, dos días después de la caída de la ciudad, e impuso a la ciudad una contribución de cuatro millones de reales. El día 14 tuvo lugar una ceremonia presidida por el Obispo de Zamora en la que los habitantes reconocieron oficialmente la autoridad del Rey José Bonaparte.
La ocupación de Zamora por los franceses se prolongó durante algo más de tres años, tiempo durante el que Zamora se convirtió en una estratégica plaza de paso obligado donde se acuartelaban tropas y se almacenaban provisiones y armamento con destino a la conquista de Portugal. Esto supuso para la ciudad un aplastante sistema fiscal que esquilmó las arcas municipales y profundizó aún más la miseria que por la escasez y restricciones ya venían arrastrando las clases populares y los comerciantes. Por otro lado, las parroquias y conventos tuvieron que vender hasta su último cáliz o cruz para hacer frente a las imposiciones de los invasores. Ni siquiera la Catedral de Zamora se libró del saqueo, fundiéndose algunas de sus campanas, verjas y rejas, además de ser usada como almacén de aprovisionamiento. Todo ello con la permisividad y colaboración de las autoridades locales.
No es de extrañar entonces que gran cantidad de zamoranos abandonaran la ciudad y no pocos lo hicieran para crear o unirse a partidas guerrilleras como las de Julián Sánchez "El Charro", Lorenzo Aguilar o Juan Mendieta, dedicadas a hostigar y entorpecer a las tropas francesas especialmente en las zonas limítrofes con Portugal.
Tras las derrotas francesas en Arapiles y Ciudad Rodrigo en 1812, el abandono de Zamora se esperaba como inminente, hecho que ocurrió el 31 de mayo de 1813.